# Carlos Bocanegra
Carlos Manuel Bocanegra (ur. 25 maja 1979 w Upland) – amerykański piłkarz pochodzenia meksykańskiego.
Obecnie grający dla szkockiej drużyny piłkarskiej Rangers. Pomimo że na początku kariery był środkowym obrońcą (grając w Chicago Fire, drużynie amerykańskiej), dziś głównie gra na lewej obronie, zarówno w drużynie Rangers, jak i reprezentacji Stanów Zjednoczonych. Posiada również obywatelstwo meksykańskie.

## Życie prywatne
Bocanegra urodził się w mieście Upland w Kalifornii i uczęszczał do Alta Loma High School. Poza sezonem mieszka w mieście Fontana, również w Kalifornii.

## Kariera klubowa
Po grze na uniwersytecie kalifornijskim w Los Angeles, Bocanegra podpisał kontrakt z MLS i został wybrany w draftcie z numerem czwartym przez Chicago Fire w 2000 roku. Otrzymał nagrodę MLS Rookie of the Year Award. Bocanegra stał się jednym z najlepszych obrońców Major League Soccer, zdobywając jako pierwszy nagrodę MLS Defender of the Year Award dwukrotnie (w latach 2002 i 2003). Carlos zdobył pięć goli i osiem asyst w czterech sezonach w MLS. Podpisał kontrakt z Fulham w styczniu 2004. Podczas sezonu 2006/2007, Carlos był drugim strzelcem swojej drużyny (pięć goli), zaraz za innym Amerykaninem, Brianem McBridem. Po czterech latach spędzonych w londyńskiej drużynie, w czerwcu 2008 roku przeniósł się do Stade Rennais. Latem 2010 roku podpisał kontrakt z AS Saint-Étienne. 18 sierpnia 2011 roku podpisał kontrakt z władzami klubu Rangers F.C., kwota tego transferu nie została ujawniona.

## Kariera w reprezentacji
Bocanegra grał dla USA w 1999 w mistrzostwach świata juniorów i zaliczył swój pierwszy występ w drużynie seniorów 9 grudnia 2001 roku, przeciwko reprezentacji Korei Południowej. Podczas kwalifikacji do mistrzostw świata 2006 w 2005 roku jego pozycja stała się mniej jasna, gdyż często zmieniał swoją nominalną pozycję między lewym a środkowym obrońcą. 2 maja 2006 roku, Bocanegra został powołany do reprezentacji na mundial w Niemczech, na którym wystąpił w dwóch spotkaniach. Został też kapitanem drużyny narodowej, po raz pierwszy zakładając opaskę w wygranym 4-1 towarzyskim meczu przeciwko Chinom 2 czerwca 2007 roku.